# Bodybuilding

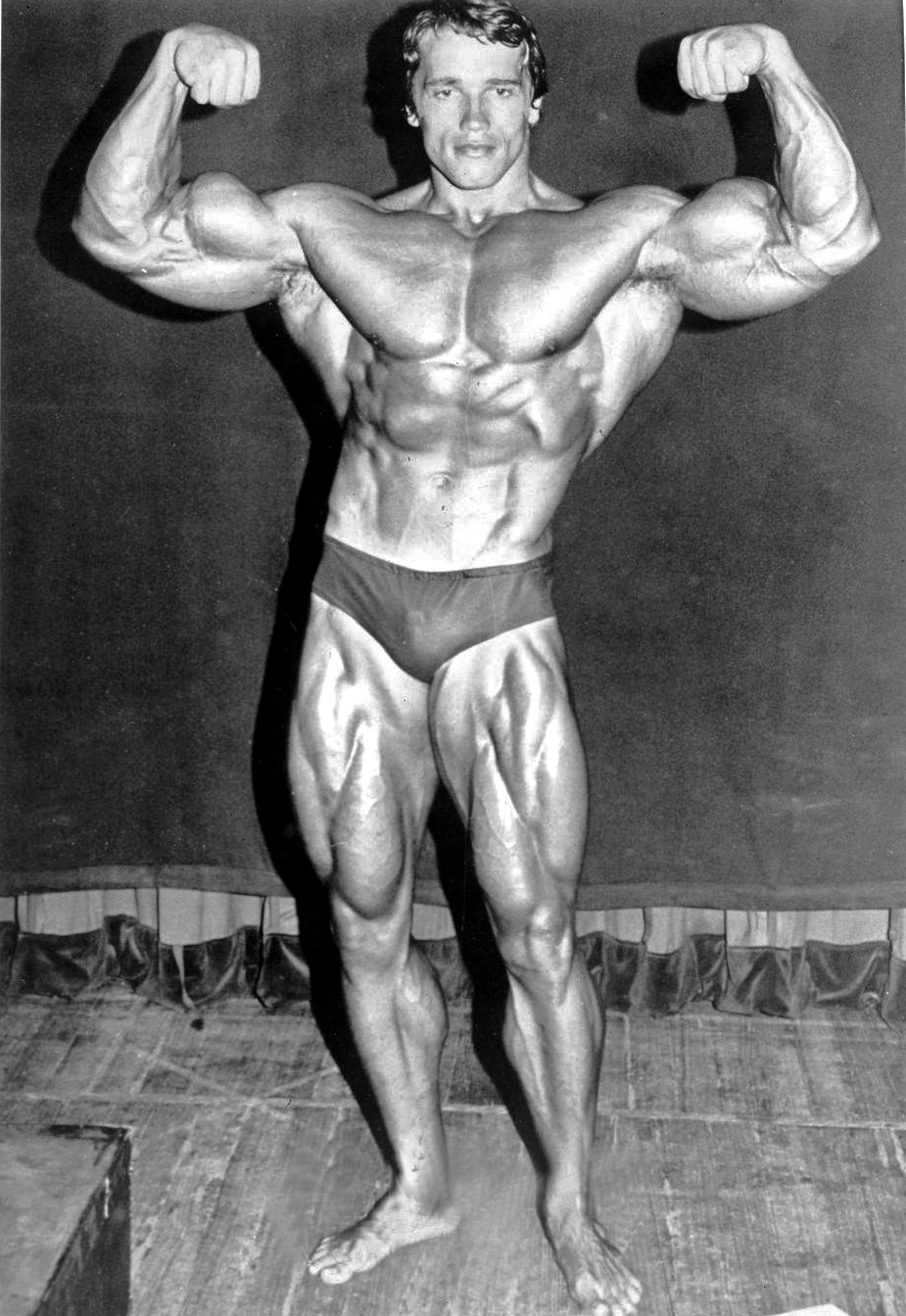
Arnold Schwarzenegger, der wohl bekannteste Bodybuilder, in seiner aktiven Zeit 1974

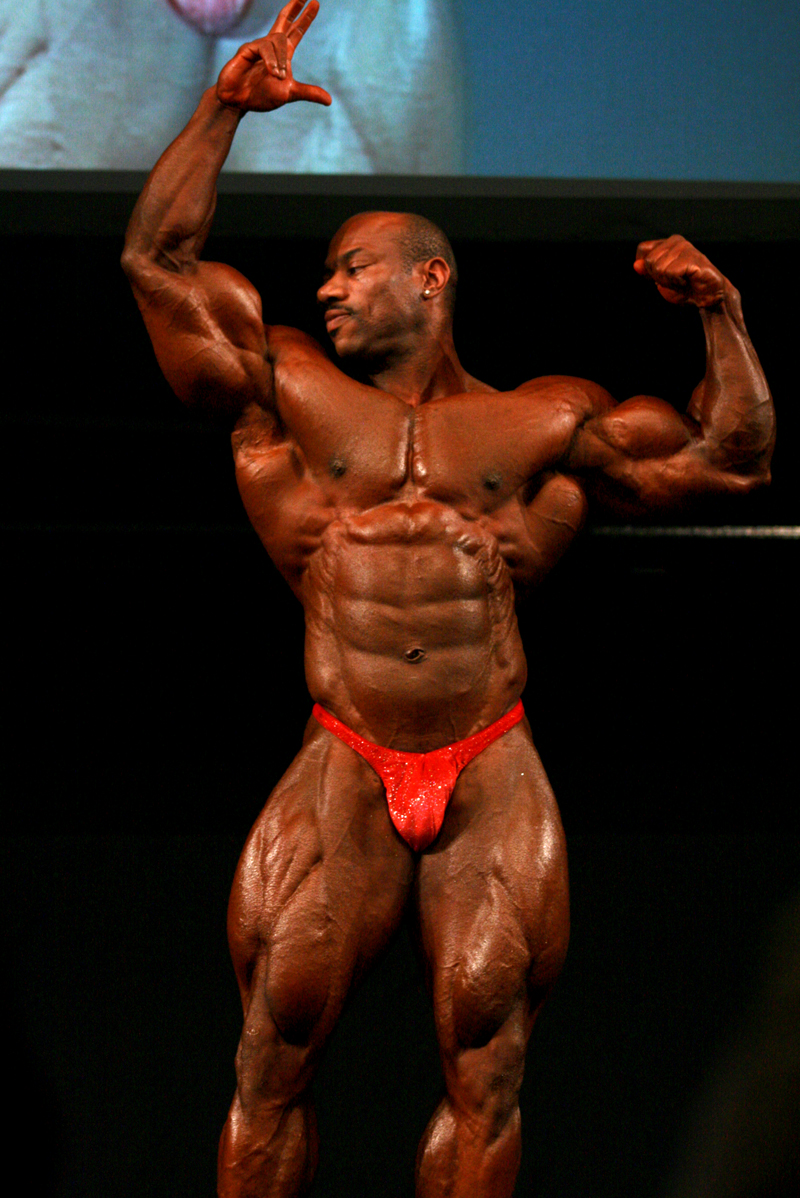
Profibodybuilder Dexter Jackson, Mr. Olympia 2008

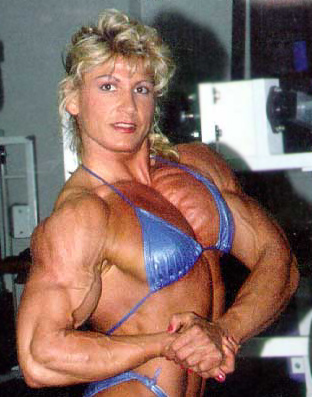
Profibodybuilderin Nikki Fuller zeigt eine seitliche Brustpose

Bodybuilding ist ein Sport mit dem Ziel der aktiven Körpergestaltung. Zentrales Element ist starkes Wachstum der Muskelmasse, das durch Krafttraining unter Zuhilfenahme von Fitnessgeräten erreicht wird. Jemand, der sich dieser Aktivität widmet, wird Bodybuilder genannt. Bodybuilding wird zur Schwerathletik gezählt, unterscheidet sich jedoch von anderen Kraftsportarten dadurch, dass es beim Bodybuilding primär um das ästhetische Aussehen des Körpers und nur sekundär um die Kraft geht. Bodybuilding wird sowohl von Männern als auch von Frauen betrieben.
Im Bodybuilding werden Wettkämpfe durchgeführt, in denen die Teilnehmer ihren Körper in vorgeschriebenen Posen und einer Kür präsentieren. Die gezeigten Leistungen werden von einer Jury verglichen und bewertet. Auf diese Wettkämpfe bereiten sich Bodybuilder durch eine Kombination aus Training für den Muskelaufbau und spezieller Ernährung vor, die den Körperfettanteil senken soll.

## Wortherkunft und Verwendung
Bodybuilding wurde in der ehemaligen DDR offiziell Kulturistik oder Körperkulturistik genannt, womit man sprachlich an die sogenannten Bruderstaaten anknüpfen wollte, in denen Bodybuilding (auch weiterhin) Kulturystyka (polnisch), Kulturistika (tschechisch) oder Культуризм (russisch) genannt wird. Diese Bezeichnungen wurden von den aktiven Athleten jedoch kaum verwendet und der englischsprachige Begriff bevorzugt.
Der Begriff „body building“ wurde 1881 von Robert J. Roberts geprägt, der Mitarbeiter im Bostoner YMCA war. Er entwickelte Turnunterricht, der dem heutigen Fitnesstraining ähnelt. Übernommen und populär gemacht hat den Begriff zwei Jahrzehnte später schließlich Eugen Sandow, der ihn vor allem für seine Produktwerbung und zahlreiche Veranstaltungen nutzte.

## Training
Das Bodybuildingtraining ist ein Krafttraining, dessen Hauptziel die erwünschte Umformung des Körpers ist. Der damit verbundene Kraftzuwachs ist für die meisten Bodybuilder nur ein willkommener Nebeneffekt. Das Training kann mit Hanteln oder speziellen Trainingsmaschinen (wie z. B. der Hantelbank) durchgeführt werden.
Beim Bodybuilding wird meist mit Wiederholungszahlen von acht bis zwölf Wiederholungen pro Satz trainiert, während beim Maximalkrafttraining mit höherer Belastung, aber weniger Wiederholungen (eine bis fünf) trainiert wird. Bei 15 bis 25 Wiederholungen bewegt man sich im Kraftausdauerbereich, der für die Kapillarisierung der Muskulatur zuständig ist. Gewöhnlich wird konzentrisch trainiert. Dabei wird der Muskel über einen Großteil seines Bewegungsspielraumes mit möglichst konstanter Kraft belastet. Bei manchen Trainingsmaschinen wird dazu der Kraftverlauf am Angriffspunkt über ein Kurvenrad oder einen Exzenter so gesteuert, dass der Muskel in jeder Phase der Bewegung gleich stark belastet wird. Weitere Trainingsformen ergeben sich aus einer extremen Minderung oder Erhöhung der Wiederholungszahlen (z. B. dem einmaligen Maximalversuch oder dem sogenannten „100er-Satz“), der Verringerung des Ausführungstempos oder einer exzentrischen Belastung (z. B. einem kontrollierten Absenken beim Bankdrücken). Wichtig ist, dass der Muskel nach dem Training genügend Zeit hat, sich zu regenerieren. Aus diesem Grund wird beim Bodybuilding häufig ein Splittraining durchgeführt, welches meist wöchentlich wiederholt wird und bei dem während jeder Trainingseinheit andere Muskelgruppen trainiert werden.

## Ernährung
Eine dem Bodybuilding förderliche Ernährung unterteilt man in die Masse- und die Definitionsphase. In beiden Phasen werden verschiedene Nährstoffe, über den Tag verteilt, gezielt eingenommen; durchschnittlich in vier bis zehn Mahlzeiten pro Tag. Dadurch wird gewährleistet, dass dem Körper ein kontinuierlicher Strom an Nährstoffen zugeführt wird, die er zum Aufbau und Erhalt der Muskulatur benötigt. Der Körper wird somit in einem sog. „anabolen“ (aufbauenden) Umfeld gehalten. Besonderer Wert wird dabei auf eine ausreichende Proteinzufuhr gelegt. Als Faustregel gilt, dass der Bodybuilder täglich 1,5 bis 2 g Protein pro Kilogramm aktiver Körpermasse zuführen sollte. Die Menge an Proteinen kann bei verschiedenen Trainingskonzepten abweichen. Die Menge an Kohlenhydraten und Fetten ist größtenteils abhängig vom Stoffwechseltyp jedes einzelnen Sportlers. Um einen anabolen Zustand auch nachts aufrechtzuerhalten, essen die meisten Bodybuilder vor dem Zubettgehen noch etwas, das ein langsam verdauliches Protein wie bspw. Casein enthält. Das soll den Zustrom wichtiger Aminosäuren auch während der Nacht gewährleisten. Um eine große Menge an Nahrung zu bewältigen, greifen Sportler oft auf Nahrungsergänzungen zurück, die entweder selbst Nährstoffe liefern oder helfen, diese besser zu verwerten bzw. zu verdauen. Sie liegen meist als Pulver, Kapseln oder in Tablettenform vor. Diese Ergänzungen sind legal zu erwerben, abhängig von den jeweiligen Länderbeschränkungen. Aus sportmedizinischer Sicht sind die meisten Nahrungsergänzungsmittel nur für bestimmte Hochleistungssportler sinnvoll. Weiterhin wird in beiden Phasen auch zu illegalen Mitteln gegriffen, die vorwiegend aus dem pharmazeutischen Bereich kommen und zweckentfremdet werden (siehe Abschnitt Doping).
Die Massephase beinhaltet das Ziel, durch einen Kalorienüberschuss (gepaart mit gezieltem Training) bei gleichzeitig möglichst geringem Körperfettaufbau dem Körper genügend Aufbaumaterial für den Muskelaufbau zu liefern.
Die Definitionsphase (meistens vor Wettkämpfen) hat zum Ziel, durch eine negative Kalorienbilanz das Körperfett zu senken, um die Muskeln besser zum Vorschein treten zu lassen. Dabei wird versucht, die vorher aufgebaute Muskelmasse weitestgehend zu erhalten.
Erreicht werden beide Ziele durch die Anpassung der Gewichtung von Proteinen, Kohlenhydraten und Fetten in der Diät untereinander, wie z. B. in der sog. „anabolen Diät“, bei der Fett, gefolgt von Proteinen, den größten Teil der Nährstoffzufuhr ausmacht und die Kohlenhydratzufuhr gesenkt wird. Ziel ist das Erreichen der Ketose. Diese Form der Diät wird von vielen Sportlern zur gezielten Gewichtsreduktion durchgeführt.
Entgegen einem weitverbreiteten Gerücht, wonach tierische Proteine gegenüber pflanzlichen Proteinen besser für das Bodybuilding geeignet sei, konnten Wissenschaftler keinerlei Belege dafür finden. Vielmehr spielt für den Muskelaufbau die Wertigkeit des Proteins eine entscheidende Rolle und diese ist bei entsprechender Kombination im Falle von Pflanzenproteinen sogar höher als die von Tierproteinen aus Muskelfleisch oder Eiern.

## Geschichte

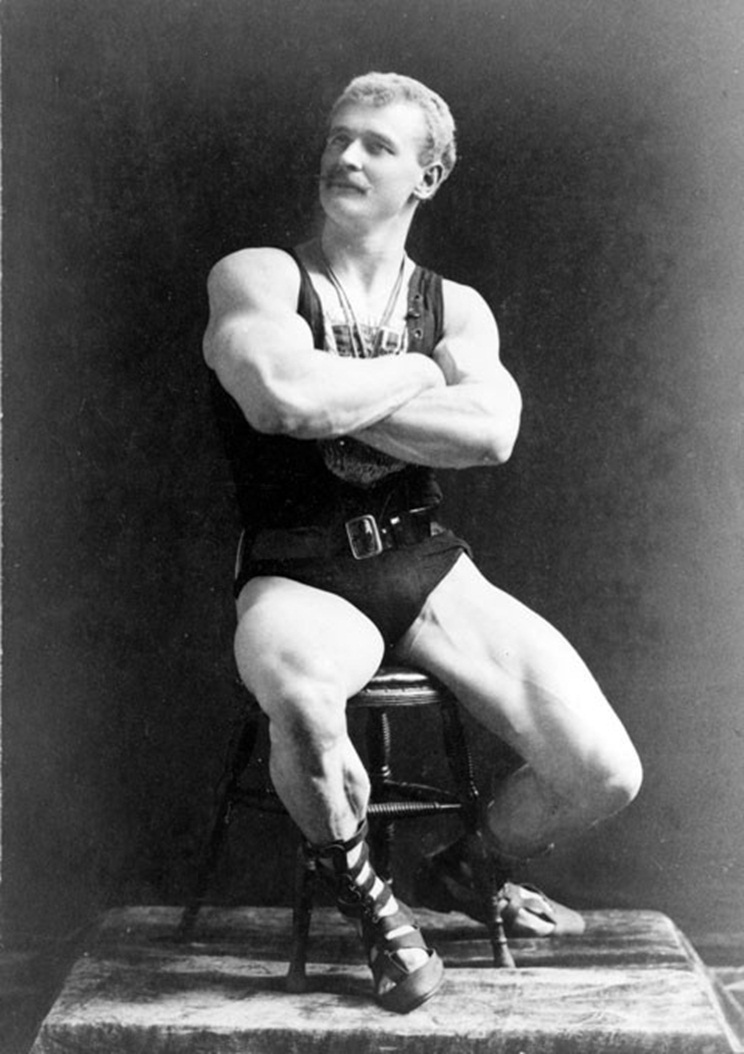
Eugen Sandow, der Vater des Bodybuilding

Das moderne Bodybuilding geht auf den Deutschen Friedrich Müller alias Eugen Sandow zurück, der am 14. September 1901 den ersten Bodybuildingwettbewerb in London veranstaltete. Der Wettbewerb wurde in der Royal Albert Hall ausgerichtet und bot ein Preisgeld von 1.000 Guineas (inflationsbereinigt etwa 147.000 Pfund im Jahr 2024). Die Veranstaltung war restlos ausverkauft, nicht zuletzt weil der Sherlock-Holmes-Autor Arthur Conan Doyle Teil der Jury war.
In Deutschland machte insbesondere Harry Gelbfarb das Bodybuilding populär. Lange Zeit war der Sport eine Männerdomäne. Seit den 1970er-Jahren begannen auch Frauen, ausgehend von den USA, mit dem Bodybuilding. Während Bodybuilding vor allem als eine besondere Form der Verbesserung von Schönheit, Gesundheit und Körperkraft angesehen wurde, überwiegen mit der Verwendung von hormonellen Substanzen auch weniger gesunde Aspekte.
Siehe: Frauenbodybuilding

## Bodybuilding als Leistungssport
Obwohl der Bekanntheitsgrad in den letzten Jahrzehnten infolge der Fitnessbewegung deutlich zugenommen hat, wird es in der breiten Öffentlichkeit eher als Attraktion denn als Leistungssport wahrgenommen (siehe Abschnitt Bodybuilding als Lebensstil). Das könnte daran liegen, dass der Begriff des Sports allgemein eher auf dem Vergleich von Kraft, Ausdauer und Koordination basiert, als auf der Präsentation von trainierten Körpern, die eher mit Schönheitswettbewerben in Verbindung gebracht wird.
Die begrenzte Breitenwirkung geht mit vergleichsweise geringen Verdienstmöglichkeiten einher. Auf den 17 weltweit wichtigsten Turnieren wurde 2011 ein Gesamtpreisgeld von lediglich umgerechnet 1,3 Millionen Euro ausgeschüttet. Viele Bodybuilder schließen deshalb Sponsorenverträge ab oder eröffnen Fitnessstudios und Geschäfte für Nahrungsergänzungsmittel, um ihren Lebensunterhalt zu sichern.

## Ablauf der Wettbewerbe

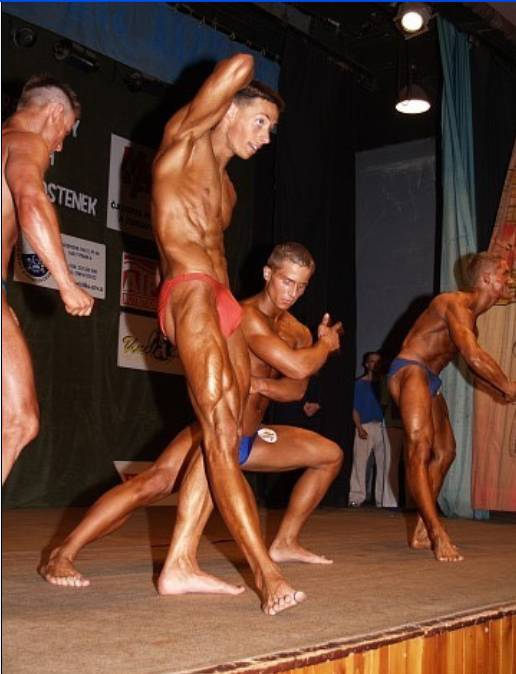
Bodybuilder der Juniorenklasse beim sog. „Posedown“

Bodybuilder präsentieren ihre Körper im Rahmen von Wettbewerben. Dazu treten sie in unterschiedlichen Gewichts- bzw. Größenklassen, getrennt nach Geschlecht und Alter, als Amateure und Profis an, bekleidet mit einem Posingslip bzw. einem Bikini.

### Klasseneinteilung
Die Klasseneinteilung erfolgt nach Regularien des IFBB und des DBFV nach dem jeweiligen Körpergewicht des Bodybuilders:
- Männer 1: bis 70 Kilogramm
- Männer 2: bis 80 Kilogramm
- Männer 3: bis 90 Kilogramm
- Männer 4: bis 100 Kilogramm
- Männer 5: über 100 Kilogramm

Bodybuildingverbände, die eine Größeneinteilung bei Männern praktizieren, sind keine anerkannten Sportverbände und gehören nicht dem Weltverband IFBB an. Nur über diesen kann sich ein Bodybuilder z. B. für den internationalen Bodybuildingwettkampf Mr. Olympia qualifizieren, der als höchste Auszeichnung im professionellen Bodybuilding gilt.

### Wertungskriterien
In allen Kategorien bewertet eine Jury vor allem die Muskulosität, die Symmetrie und die Proportionen der Wettkampfteilnehmer.
Muskulosität
Die Masse und Dichte sowie die Härte und Teilung der Muskeln. Angestrebt wird die Verbindung von möglichst viel Muskelmasse mit einer Definition, die eine Muskelgruppe von der anderen abgrenzt und die Details innerhalb einer Muskelgruppe deutlich werden lässt. Die Sichtbarkeit von Venen (Vaskularität) ist kein Wertungskriterium, kann die Kampfrichter aber auf eine gute Härte, also einen geringen Körperfettanteil und kaum Wasser unter der Haut, aufmerksam machen.
Symmetrie
Die gleichmäßige Entwicklung beider Körperhälften.
Proportionen
Eine möglichst gleichmäßige Entwicklung aller Muskelgruppen.
Präsentation
Die Art, wie ein Athlet seinen Körper auf der Bühne präsentiert ist kein Wertungskriterium. Dennoch kann ein Athlet mit geschicktem Stellen der Posen von Schwächen ablenken und auf Stärken aufmerksam machen und somit eine bessere Wertung erreichen. Die Kür (60 bis 90 Sekunden auf Amateurebene) wird gewertet, spielt jedoch nur bei Punktegleichstand zwischen zwei Athleten eine Rolle. Das so genannte „Posedown“ (freies Posing), in dem jeder der fünf bis sechs Finalisten einer Klasse gegen jeden antritt, wird nicht mehr in die Wertung einbezogen. Höhepunkt jedes Wettkampfs ist ein Posedown, in dem alle Klassensieger nach dem Vergleichen in den Pflichtposen miteinander um den Gesamtsieg kämpfen.
Ästhetik
Diese stellt kein eigenes Wertungskriterium dar, doch haben Athleten mit schönen Muskelformen, einer vorteilhaften Knochenstruktur (breite Schultern in Kombination mit einer schmalen Hüfte/Taille und schmalen Gelenken) und fließenden Übergängen zwischen den Muskeln (Linie) oftmals Vorteile gegenüber „blockigen“ Athleten, selbst wenn diese massiger und/oder härter sind. Diese Punkte sind von der Genetik abhängig und können durch nichts beeinflusst werden.

### Classic Bodybuilding
Um Männern mit Mischfiguren auch eine Chance zu geben, an Wettbewerben teilnehmen zu können, wurden in den 1990er Jahren neue Fitnesskategorien eingeführt, nachdem die Teilnehmerzahlen im „klassischen Bodybuilding“ drastisch zurückgegangen waren. Sie gingen aus den sog. „Männerfigurklassen“ der NABBA hervor. Der erste Auftritt von Männerfigurklassen fand im Rahmen einer „Night of the Champions“ der NABBA 1995 in Köln statt, die erste Deutsche Meisterschaft im Figurbodybuilding der Männer wurde durch die NABBA im Herbst 1996 in Gotha ausgetragen.
Während die Einordnung in den verschiedenen Kategorien der Figurklassen (Fitness, Leistung usw.) bei der NABBA auf Grundlage einer im Vorfeld ausgetragenen „Sichtung“ vorgenommen wird, legt der DBFV für die so genannte „Classic-Bodybuilding-Klasse“ ein bestimmtes Verhältnis von Körpergröße zu Körpergewicht fest.

#### Einteilung
Bei regionalen und nationalen Meisterschaften erfolgt die Klasseneinteilung nach einer Körperindexformel:
Körpergröße minus 100 = Wettkampfgewicht:
- bis 170,0 cm: (Körpergröße − 100)
- 170,1 cm bis 178,0 cm: (Körpergröße − 100) + 2 kg
- 178,1 cm bis 186,0 cm: (Körpergröße − 100) + 4 kg
- über 186,0 cm: (Körpergröße − 100) + 6 kg

Beispiel: Körpergröße 174 cm = (174 − 100) + 2 kg = Maximum 76 kg
Ein Athlet mit einer Körpergröße von 174 cm darf demnach nicht mehr als 76 kg wiegen.
Mit diesem Größe-Gewicht-Wettkampf werden den Athleten neue Perspektiven geboten. In dieser Klasse steht die Masse als Wertungskriterium nicht mehr im Vordergrund und bietet eine größere Chancengleichheit, als in den traditionellen Bodybuildingklassen.

### Mr. Olympia
Bodybuilding war zeitweilig im Programm der World Games enthalten, wurde aber vom Internationalen Olympischen Komitee (IOC) nie als olympische Sportart anerkannt. Als prestigeträchtigster Wettkampf im Bodybuilding gilt der seit 1965 ausgetragene Mr. Olympia. Rekordtitelträger sind die beiden US-amerikanischen Athleten Lee Haney (1984–1991) und Ronnie Coleman (1998–2005) mit je acht Siegen. Aktueller Mr. Olympia ist der Amerikaner Derek Lunsford (2023). Die erfolgreichsten deutschen Athleten sind Jusup Wilkosz (1984) und Dennis Wolf (2013), die jeweils einmal den dritten Platz belegten. Weitere bekannte Deutsche mit Top-10-Platzierungen sind Peter Hensel, Günter Schlierkamp, Dennis James, Markus Rühl und Ronny Rockel.

## Bekannte Bodybuilder
Der gebürtige Österreicher Arnold Schwarzenegger erlangte als siebenfacher Mr. Olympia und durch weitere Erfolge auch außerhalb der Bodybuildingszene eine große Bekanntheit. Nach einer Karriere im Filmgeschäft wechselte er in die Politik und wurde zum Gouverneur von Kalifornien gewählt. Auch weitere Szenegrößen wie Steve Reeves, Lou Ferrigno oder Ralf Möller verdanken ihre Hollywoodkarrieren letztendlich dem Bodybuilding.

## Bodybuilding und Gesundheit
Das Verletzungsrisiko beim Krafttraining ist gering. Die Sportart steht jedoch aufgrund von verbreitetem Dopingmissbrauch, auch im Amateurbereich, immer wieder im Blickpunkt der Medien.

### Doping

#### Allgemein
Der Missbrauch von leistungsfördernden, insbesondere muskelaufbauenden Medikamenten ist vor allem im Profi-, aber auch im Amateurbereich, weit verbreitet. Am gebräuchlichsten sind dabei verschreibungspflichtige Medikamente wie anabole Steroide und Hormonpräparate (vor allem Testosteron und dessen Derivate) sowie Diuretika (Entwässerungsmittel). Diese werden auf dem Schwarzmarkt erworben und zumeist ohne ärztliche Kontrolle häufig über Monate in höchsten Dosierungen und in unterschiedlichsten Kombinationen konsumiert, wobei sich die jeweiligen Nebenwirkungen der Einzelstoffe multiplizieren können. Besonders die Steroid- und Hormonpräparate bedeuten drastische Eingriffe in das Gleichgewicht der Körperchemie, mit teils gravierenden Nebenwirkungen. Insbesondere die zum Dopingstandard zählenden Steroide, „Roids“ genannt, verursachen nach Stand der Forschung häufig gravierende, dauerhafte Schäden an inneren Organen, wobei die krankhaften Veränderungen – weil von außen nicht sichtbar und zunächst auch meist nicht fühlbar – typischerweise bei den meisten Konsumenten sehr lange unentdeckt bleiben, bis scheinbar „aus dem Nichts“ massive Krankheitssymptome wie etwa ein Herzinfarkt auftreten (siehe unten). Sowohl im Profi- als auch im Amateurbereich sind zahlreiche durch Doping verursachte Todesfälle bei jüngeren Athleten wissenschaftlich dokumentiert. Wissenschaftliche Studien haben ergeben, dass Anabolika-konsumierende Wettkampf-Bodybuilder ein vier- bis fünffach höheres Risiko als die Normalbevölkerung haben, bereits in jungem Alter zu sterben.
Eine 2025 veröffentlichte Studie von Vecchiato und Koautoren analysiert Mortalitätsdaten von 20.286 männlichen Bodybuildern, die zwischen 2005 und 2020 an offiziellen Wettbewerben der International Federation of Bodybuilding and Fitness teilgenommen haben. Mittels systematischer webbasierter Recherche in fünf Sprachen wurde gezielt nach Todesfällen gesucht, wobei Todesursachen von zwei unabhängigen Ärzten validiert und kategorisiert wurden. Die Autoren konnten eine erhöhte Sterblichkeitsrate feststellen, insbesondere durch plötzlichen Herztod, der 38 % aller erfassten Todesfälle ausmachte. Besonders gefährdet sind demnach professionelle Bodybuilder, deren Risiko für plötzlichen Herztod mehr als fünfmal höher war als das von Amateurathleten. Die häufigsten pathologischen Befunde bei plötzlichem Herztod waren hierbei Herzvergrößerung (Kardiomegalie) und ausgeprägte Verdickungen der linken Herzkammer. Es gibt den Autoren zufolge deutliche Hinweise darauf, dass der Missbrauch leistungssteigernder Substanzen wie anabole Steroide wesentlich zur erhöhten Sterblichkeit beiträgt. Die Studie fordert eine stärkere Zusammenarbeit zwischen medizinischen Fachgesellschaften und der Bodybuilding-Gemeinschaft, um vorbeugende Maßnahmen, regelmäßige medizinische Kontrollen und wirksamere Anti-Doping-Maßnahmen einzuführen.

#### Natural Bodybuilding

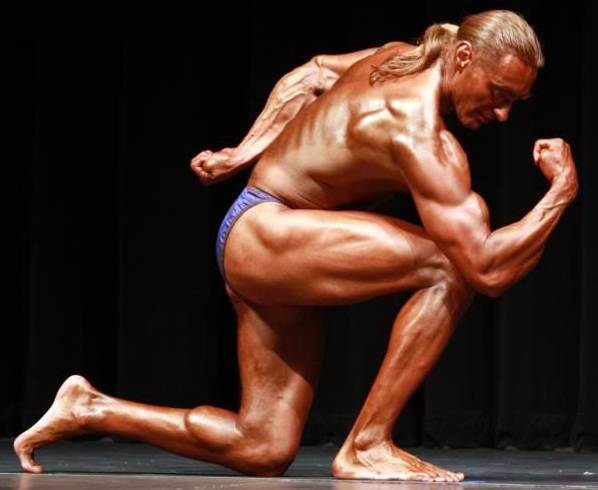
Natural Bodybuilder

Infolge der Dopingproblematik ist in den späten 1990ern die Bewegung „Natural Bodybuilding“ entstanden, deren Anhänger bewusst auf den Einsatz leistungssteigernder chemischer Substanzen verzichten und sich auf Faktoren wie Training, Ernährung und Genetik beschränken. Ein bekannter Vertreter der Bewegung ist der Bodybuilder und Buchautor Berend Breitenstein, der 2003 die German Natural Bodybuilding & Fitness Federation (GNBF) gründete. Die GNBF kooperiert seitdem als einzige deutsche Institution mit dem internationalen Dachverband Drug Free Athletes Coalition (DFAC). Europaweit agierende Verbände mit Bezug zum „Natural Bodybuilding“ sind darüber hinaus die International Natural Bodybuilding Association (INBA), die International Natural Bodybuilding Fitness Federation (INBF) und die Union Internationale de Bodybuilding Naturel (UIBBN).
Im Jahr 2022 gab der nach vorherigen Angaben „natürliche“ Bodybuilder und Fitness-Influencer Brian Johnson (bekannt unter dem Pseudonym Liver King) in einer Stellungnahme zu, sich in Wahrheit mit anabolen Steroiden gedopt zu haben. Dem Eingeständnis ging ein einstündiges Video auf YouTube voraus, das einen entsprechenden Vorwurf erhebt und dafür Belege anführt. Zuvor erklärte Johnson seine massive Muskulatur mit dem Verzehr von rohen Innereien und einem primitivistischen Lebensstil.

#### Häufigkeit

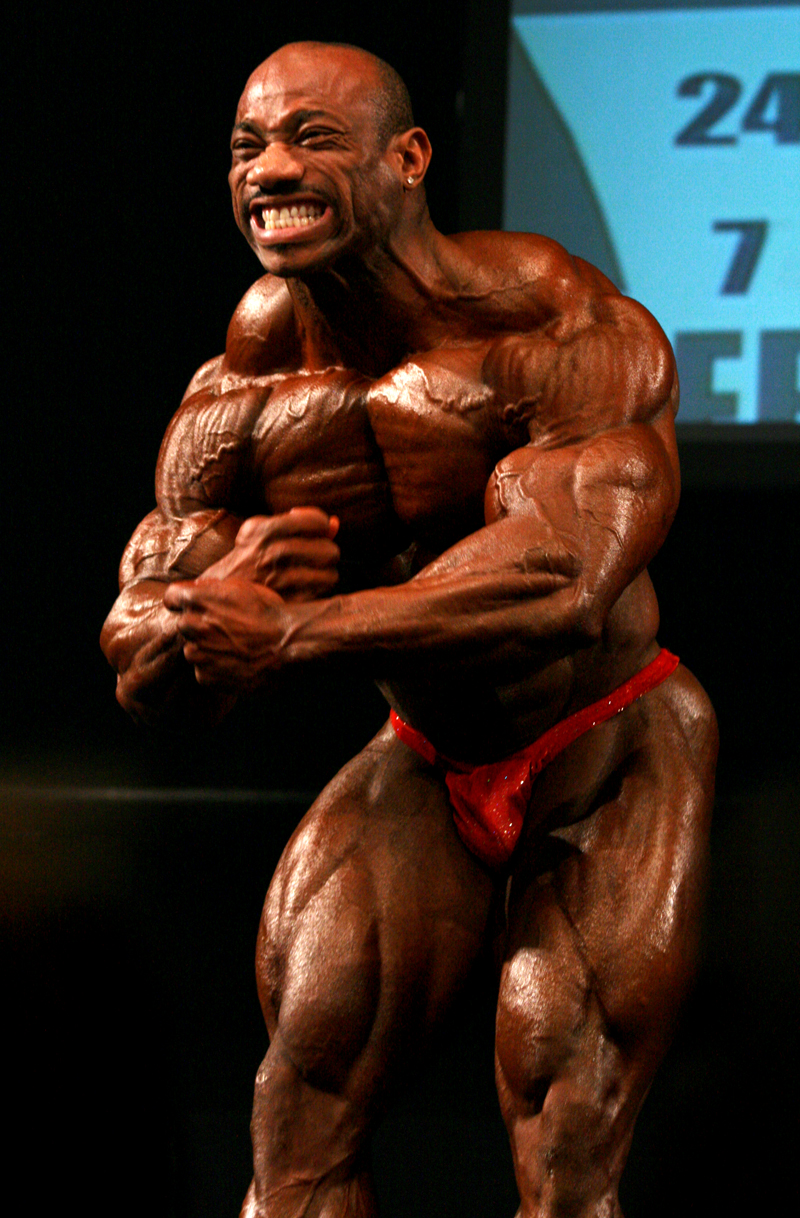
Nach Meinung von Experten sind die Muskelmasse und -definition von Profibodybuildern nur durch Doping erreichbar.

Im professionellen Bodybuilding liegt die Dopingrate nach Schätzungen bei 100 Prozent, weil das dort gezeigte Niveau ohne Steroideinsatz nicht möglich sei. Laut dem Doping-Forscher Luitpold Kistler geben Hochleistungs-Bodybuilder bis zu 5000 Euro pro Monat für Mittel aus, die den Muskelaufbau unterstützen. Andere sprechen von deutlich höheren Beträgen.
Dennoch wird häufig der Eindruck erweckt, das Profibodybuilding sei dopingfrei. So wurde der an massivem Dopingmissbrauch im Alter von 31 Jahren verstorbene Profi Andreas Münzer als „Saubermann“ vermarktet.
In einer Studie von 1998 wurden in 24 deutschen Fitnessstudios Amateursportler befragt. Dabei gaben von den 255 befragten Personen (204 Männer und 51 Frauen) 24 Prozent der Männer und 8 Prozent der Frauen an, regelmäßig anabole Steroide einzunehmen.
Laut Kistler (2007) konsumierten im deutschen Amateurbodybuilding etwa 30 Prozent der Männer und fünf Prozent der Frauen regelmäßig Steroide.

#### Beweggründe für Doping
Dem Muskelwachstum sind bei jedem Menschen durch eigene genetische Anlagen Grenzen gesetzt. Selbst bei intensivem Training und perfekt abgestimmter Ernährung stößt der Athlet nach gewisser Zeit an eine natürliche Grenze („naturales Limit“ oder auch „genetisches Limit“ genannt), ab der kein Zuwachs an Muskelmasse mehr erfolgt. Das erzielte Erscheinungsbild des Körpers ist dann in der Regel noch weit von dem Aussehen von Profibodybuildern entfernt. Durch Doping mit Hilfe von Steroiden kann diese natürliche Grenze überwunden und bei gleichzeitigem intensiven Training ein weiteres Wachstum an Muskelmasse erzielt werden.
Diese Substanzen sind relativ einfach verfügbar. Sie werden in vielen Fitnessstudios „unter der Hand“ verkauft und sind im Internet bestellbar. Die latente Bereitschaft zum Doping wird zudem durch die vor allem unter Jugendlichen verbreitete Ansicht gefördert, dass es „jeder tut“.
Durch das Doping werden große Zuwächse an Muskelmasse innerhalb von relativ kurzer Zeit (häufig wenigen Monaten) möglich, wobei sich in der Regel das gesamte Körperbild ändert. Nach Absetzen der Substanzen bilden sich diese Muskelzuwächse jedoch meist wieder auf ein natürliches Maß zurück. Das führt häufig zu negativem Feedback der Umwelt („Du bist aber wieder dünn geworden“) und zur Enttäuschung des Sportlers. Dadurch kann der Wunsch entstehen, durch erneutes Doping das Erfolgserlebnis zu wiederholen und zu verstetigen, was den Einstieg in eine Abhängigkeit bedeuten kann. Besonders psychisch weniger gefestigte Personen und Jugendliche sind sehr anfällig für eine solche Entwicklung. Amerikanische Wissenschaftler stellten bei Anabolikakonsumenten in einer Studie ähnliche Suchtsymptome fest wie bei Konsumenten von „harten“ Drogen wie Opiaten. Zusätzlich zu Veränderungen im Körperbild treten häufig auch Verhaltensänderungen aufgrund des Hormonkonsums ein, etwa übermäßige Aggressivität.

##### Doping als gesellschaftliches Phänomen
Jörg Scheller wies darauf hin, dass die in den Medien oft sensationsheischend geführte Debatte um Bodybuilding und Doping einseitig sei und das Thema nicht isoliert betrachtet werden könne. Vielmehr müsse man sich fragen, ob nicht die heutige Gesellschaft systematisch Doping in allen Lebensbereichen fördern würde, und ob die Auswüchse im Bodybuilding nicht nur ein drastisches und sichtbares Symptom dieser Entwicklung wären:

„Die Finanzbranche dopt mit Derivaten und Zertifikaten. Die Agrarindustrie dopt mit Chemie und Gentechnik. Die Politik dopt mit immer neuen Schulden. Eltern dopen ihre Kinder mit Ritalin. Guttenberg dopte seine Doktorarbeit mit fremden Lorbeeren. Sogenannte „Leistungsträger“ greifen auf Psychopharmaka zurück, um den Wettbewerbsbelastungen standzuhalten.“

Vor diesem Hintergrund könne es eben nicht darum gehen, auch im Bodybuilding zu einem „abstrusen Ideal“ aufzuschließen, das „unendliches Wachstum und ewige Perfektion“ verspreche. Es nütze nichts, die „kapitalistische Utopie“ durch Dopingeinsatz auch noch auf den eigenen Körper zu übertragen. Wer sich mit dubiosen Substanzen behelfe, gleich ob im Finanz-, Agrar-, Politik- oder Körper-Sektor, mache sich psychisch, physisch und finanziell abhängig, und könne „auf sein Werk nicht stolz sein“.

#### Häufige Nebenwirkungen
Beispiele häufiger Nebenwirkungen bei Männern sind:
- Hodenatrophie (Schrumpfung der Hoden)
- Gynäkomastie (Wachstum weiblicher Brüste, im engl. Szenejargon „bitch tits“, dt. „tittis“ genannt)
- Erektile Dysfunktion (Impotenz)
- Organschäden, vor allem Nieren- und Leberschäden (besonders Lebertumore), bis hin zu Organ- oder Multiorganversagen mit Todesfolge[26]
- Herzprobleme (v. a. unnatürliche Verdickung der Herzwände oder häufig unbemerkte Herzinfarkte)[1] und dauerhafte Schädigungen des Herzmuskels[15] mit Folge einer Schwerbehinderung und/oder Tod[15]
- Negative psychische Veränderungen (vor allem übersteigerte Aggressivität)[16]
- Veränderung der LDL- und HDL-Cholesterinspiegel im Blut
- Schlaganfälle
- Haarausfall

#### Tödliche Risiken
Ausgelöst durch Doping mit Steroiden, Hormonpräparaten und/oder Entwässerungsmitteln (Diuretika) treten bei Bodybuildern regelmäßig schwere Nebenwirkungen auf. Je nach Wirkstoffkombination, Dosierung und Veranlagung des Sportlers können dabei bereits etwa sechs Monate nach dem Erstkonsum irreparable Schäden auftreten. Dazu gehören vor allem massive, lebensbedrohliche Probleme des Organ- und Herz-Kreislauf-Systems, wie eine Vergrößerung des Herzens, eine Verkalkung der Gefäße, Schlaganfälle sowie Leber- oder Nierenversagen. Nach einer längeren Zeit der Anwendung ist das Auftreten solcher Schäden fast zwangsläufig. Gesunde, körperlich unbeeinträchtigte Langzeitkonsumenten ohne Organschäden sind eine Ausnahme. Viele der Schäden sind nur durch gründliche ärztliche Untersuchungen feststellbar und verursachen über längere Zeit kaum körperliche Beschwerden oder Schmerzen, bis schließlich – scheinbar plötzlich – ein gravierender Schaden, wie ein Herzinfarkt, eintritt. Daher besteht die Gefahr, dass Langzeitkonsumenten ihren Gesundheitszustand fälschlicherweise zu positiv einschätzen.
Im Rahmen einer Doktorarbeit an der Universität München wurden zehn männliche Verstorbene von 28 bis 45 Jahren, die nachgewiesenermaßen als Amateure anabole Steroide verwendet hatten, obduziert und die Organe auf Schäden untersucht. Es zeigte sich, dass die Anabolika in allen Fällen zu weitreichenden Organschädigungen, insbesondere des Herz-Kreislauf-Systems, der Leber und der Geschlechtsorgane geführt hatten.

##### Vier- bis fünffach höhere Sterblichkeitsrate bei Anabolika-Konsumenten
Eine finnische Studie untersuchte 62 männliche Kraftsportler, die von 1977 bis 1982 in Finnland jeweils zu den fünf landesweit Besten in den Klassen zwischen 82,5 und 125 kg gehörten. Alle Testpersonen wurden verdächtigt, Anabolika zu missbrauchen. In den folgenden 12 Jahren hatten die Testpersonen eine etwa vier- bis fünfmal höhere Sterblichkeit als männliche Vergleichspersonen des gleichen Alters in der Normalbevölkerung. Im beobachteten Zeitraum von 12 Jahren nach Studienbeginn starben 12,9 % der Bodybuilder, aber nur 3,1 % der Vergleichspersonen aus der Normalbevölkerung.
Bereits 1996 waren insgesamt 46 dopingbedingte Todesfälle im Bodybuilding wissenschaftlich ausführlich dokumentiert. So starb am 14. März 1996 der Profibodybuilder Andreas Münzer mit nur 31 Jahren an multifunktionalem Organversagen infolge jahrelangen Dopings. Der Dopingexperte Werner Franke schätzte im gleichen Jahr die Gesamtzahl der Dopingtoten auf über 600, die zum größten Teil als Anabolikaopfer unerkannt blieben, da viele Tote nicht gründlich genug untersucht würden.

#### Kontrollen
Bei deutschen Wettbewerben werden Dopingkontrollen nach Richtlinien des Internationalen Olympischen Komitees (IOC), des Deutschen Sportbundes (DSB) und der International Federation of Bodybuilding & Fitness (IFBB) durchgeführt. Die Dopingkontrollen der German Natural Bodybuilding Federation (GNBF) werden auch zwischen den Wettkämpfen durchgeführt, wobei teilweise Lügendetektoren eingesetzt werden. Die Wirksamkeit vieler Dopingkontrollen ist jedoch umstritten.

#### Einstellung im Amateurbereich
Der Missbrauch von Medikamenten, insbesondere das Steroiddoping, wird unter Aktiven überwiegend verharmlosend als „Kur“, bzw. in Verbform als „kuren“ bezeichnet. In zahlreichen Internetforen sind Dosierungstipps, Berichte zur Bekämpfung von Nebenwirkungen durch die Gabe weiterer Medikamente sowie Richtlinien für das richtige Setzen der Injektionen abrufbar. Aufsehenerregende Todesfälle wie der von Andreas Münzer sowie Berichte über schwerste Nebenwirkungen und dauerhafte körperliche Schäden sowie Todesfälle auch im Amateurbereich haben bisher kaum zu einer kritischeren Haltung geführt. In Internetforen berichten Betroffene von regelrechtem Suchtverhalten und psychischer Abhängigkeit. Laut Luitpold Kistler wirken Steroide auch als Einstiegsdroge. Es sei zu beobachten, dass die Athleten während oder nach deren Einnahme teilweise auch andere Substanzen, wie Antidepressiva, Amphetamine oder härtere Drogen zu sich nähmen.

#### Doping bei Jugendlichen
Besonders kritisch ist der Dopingmissbrauch durch Heranwachsende, unter anderem weil die meisten gebräuchlichen Steroide ein eventuell noch vorhandenes Größenwachstum des Körpers durch vorzeitigen Verschluss der Epiphysenfugen in den Knochen unwiderruflich beenden können. Selbst Bodybuilder, die dem Doping trotz der oben genannten schweren Risiken eher positiv gegenüberstehen, raten von einer Anwendung von Steroiden durch Personen bis zu einem Alter von etwa 21 Jahren „dringend ab“. Die Zahl der Missbrauchsfälle hat in dieser Altersgruppe in den letzten Jahren zugenommen. Der Arzt und Dopingforscher Luitpold Kistler erwartet eine weitere Zunahme:

„In den Medien herrscht ein Schönheitsideal vor, das die Jugendlichen unter Druck setzt. Sie glauben, es ohne unterstützende Mittel nicht schaffen zu können. Gerade Jugendliche in der Pubertät sind beeinflussbar und orientieren sich an retuschierten Hochglanzbildern. In einer verbreiteten Verdrängungsmentalität werden die Gefahren heruntergespielt, nach dem Motto: Mich wird es schon nicht treffen.“

### Gefahr einseitigen Trainings
Des Weiteren kann das übermäßige Trainieren einzelner Muskelgruppen auf Dauer zu Haltungsschäden führen. Häufig sieht man Sportler mit nach vorn verdrehten Schultern und Armen, verursacht durch ein gegenüber der Rückenmuskulatur erhöhtes Training der Brust- und Bauchmuskulatur. Derartige Haltungsschäden sind bei richtigem Training allerdings ausgeschlossen.
Wichtig ist daher eine ausgewogene Übungszusammenstellung (dazu gehört das Training der Antagonisten) und eine saubere Ausführung der einzelnen Übungen.

### Kreislauf
Viele Bodybuilder leiden auch unter Bluthochdruck. Da beim reinen Bodybuilding meist nur Muskeltraining betrieben wird und kaum Ausdauertraining, steht die so aufgebaute Muskelmasse bzw. Körpermasse nicht in Relation zum Herz-Kreislauf-System. Das relativ wenig trainierte Herz muss stärker pumpen und hypertrophiert, um die unverhältnismäßig große Körpermasse mit ausreichend Blut zu versorgen.
Das kann allerdings hinreichend vermieden werden, wenn gemäß moderner Trainingsmethodik auch regelmäßig Trainingszyklen eingelegt werden, die sich vor allem auf den Kraftausdauerbereich konzentrieren. Zwei- bis dreimal pro Jahr – etwa vier Wochen lang – gelten als anerkannt, um einen Abbau von Kraft und Muskelmasse zu vermeiden und gleichzeitig das Herz zu kräftigen, vorausgesetzt, es findet wenigstens einmal pro Woche ein Ausdauertraining von 20 bis 30 Minuten statt. Joggen, aber auch Schwimmen oder Radfahren haben sich sehr bewährt.
Ein solides Kraftausdauertraining setzt sich aus sogenannten Multigelenksgrundübungen zusammen: zwei Trainingseinheiten pro Woche, drei bis fünf Übungen (z. B. Kniebeugen, Bankdrücken, Klimmzüge, Kreuzheben mit gestreckten Beinen, eine Bauchübung) pro Trainingseinheit, zwei Sätze von je 20–30 Wiederholungen bei max. einer Minute Pause. Es geht dabei weniger um das Muskel- als um das Atemversagen. Wer Muskeln in Jahren harten Trainings aufgebaut hat, wird sie in diesen Wochen nicht verlieren.
Krafttraining selbst fordert das Herz, entwickelt aber meist nur die linke Herzkammer. Ausgleichendes Ausdauertraining verschafft eine gleichmäßige Entwicklung.

### Weitere verbotene Hilfsmittel
Vereinzelt wird Synthol von Bodybuildern verwendet. Das ist ein Öl, das direkt in den Muskel gespritzt wird und sich dort einkapselt, was den Muskel scheinbar vergrößert. Muskelpartien, die durch Syntholinjektionen vergrößert wurden, sehen in der Regel jedoch unnatürlich glatt aus, bzw. lassen eine natürliche Teilung und Definition vermissen. Wird versehentlich in ein größeres Blutgefäß injiziert, kann das zu schweren Gesundheitsschäden führen. Zudem kann die Anwendung zu sehr unnatürlichen und unästhetischen Ausbeulungen der Muskeln führen. Das Injizieren von Synthol ist – wie auch das Einsetzen von Silikonimplantaten – eine im Wettkampfbodybuilding streng verbotene Maßnahme, die zum Ausschluss des Athleten von Verbandswettkämpfen führt. Silikonimplantate in den Brüsten weiblicher Bodybuilder werden allerdings geduldet und sind sehr weit verbreitet.

### Krankhaftes bzw. fehlerhaftes Selbstbild: Dysmorphophobie
Kistler hat darauf hingewiesen, dass viele engagierte Bodybuilder – insbesondere professionelle Bodybuilder – „in einer ganz eigenen Welt“, in einer Art Wahn leben würden, aus dem sie nicht mehr herauskämen. Im Profi-Bodybuilding würden gerade eine Handvoll Athleten gut verdienen, was meist bedeute, dass sie gerade einmal ihren Lebensunterhalt verdienen könnten. Andere würden knapp an der Armutsgrenze leben und teilweise Eigentum versetzen, um mit ihrem Sport weitermachen zu können. Das hinge auch mit den enormen Ausgaben für Medikamente und Dopingmittel zusammen, bis zu mehreren tausend Euro im Monat. Im medizinischen Sinn würde das teilweise mit als krankhaft geltendem Verhalten einhergehen, das durch ein gestörtes Selbst- bzw. Körperbild definiert sei, der so genannten Dysmorphophobie:

„Diese Menschen haben ein gestörtes Selbstbild. Wenn ein 140 Kilogramm schwerer, muskelbepackter Mann, der zehn Kilogramm abnimmt, nicht mehr aus dem Haus herausgeht, weil er denkt, er wäre zu dünn – dann ist er krank.“

## Bodybuilding als Lebensstil und Bodybuildingkultur
Innerhalb der Fitnessszene, die durch den Fitnessboom in den 1980er und 1990er Jahren immer mehr Milieus und immer vielfältigere Bevölkerungsgruppen ergriffen hat, nimmt die Bodybuildingszene im engeren Sinne nach wie vor eine besondere Stellung ein. Sie hat sich eine gewisse eigenständige Kultur bewahrt. Im Gegensatz zu anderen Richtungen der Fitnessszene, bei denen Körperertüchtigung, Gesundheit, Spaß und „Sich-fit-Fühlen“ oft die Hauptziele sind, stehen bei vielen Bodybuildern Aspekte eines zelebrierten Körperkultes im Vordergrund: Das „Selbst-Schaffen“ eines perfekten Körpers, stark ausgeprägtes ästhetisches Bewusstsein, das Posing (demonstratives „Sich-zur-Schau-Stellen“ oder „Imponieren-Wollen“) mit einem extrem geformten Körper im Alltag.

### Körperkult
Dieser Körperkult, der fetischhafte Züge annehmen kann, wird für viele Bodybuilder zu einem bestimmenden, zeitintensiven und identitätsstiftenden Element ihres Lebensstils. Dabei geht das Zelebrieren dieses Kultes oft weit über das eigentliche Bodybuilding hinaus. Man spricht daher auch von Bodystyling. Der Begriff bezeichnet ein offensives Gestalten der gesamten äußeren Erscheinung und impliziert zugleich eine besondere Wertschätzung einer imposanten ästhetischen Wirkung. Dabei wird die Gestaltung des Äußeren mittels Bodybuilding meist unterstützt durch die Nutzung von Solarien und Kosmetika. Oft verändern Tätowierungen oder Piercings das Aussehen des Körpers zusätzlich.
Das ist umso bemerkenswerter, als Bodybuilding eine männerdominierte Szene ist (bei Frauen weiter verbreitet ist dagegen Bodyshaping). Seit der französischen Revolution und dem Ende der höfischen Kultur des Rokoko war es den Frauen vorbehalten, sich intensiv um ihre Schönheit zu kümmern. Männer interessierten sich, dem neuen bürgerlichen Leitbild entsprechend, dafür weniger, sondern eher für Technik und Wirtschaft.
Was lange Zeit im westlichen Kulturkreis für Männer sehr ungewöhnlich war, wurde und wird hier auch gerade von den männlichen Bodybuildern exzessiv ausgelebt und kultiviert: Gestaltung und Pflege des eigenen Körpers sowie das Achten auf die äußere Erscheinung. Einschränkend ist festzustellen, dass heute auch gesamtgesellschaftlich die Tendenz bei Männern zunimmt, der Gestaltung des Körpers und des Aussehens (zum Zwecke der Steigerung der Attraktivität aus eigener Sicht) mehr Gewicht zu geben, wenn auch oft nicht in dem Maße und der Art, wie es in der Bodybuildingszene Usus geworden ist.
Gleichzeitig jedoch mündet diese neue männliche Haltung zum Körper im Bodybuildingkontext in einen Stil, der der bürgerlich-europäischen Tradition verhaftet bleibt, denn der neue Körperkult dient dem Zelebrieren eines extremen Männlichkeitskultes. Die Neuerung besteht lediglich in der Ästhetisierung etablierter Männlichkeitsbilder (dem „starken Mann“).

#### Galerie
Bodybuilder auf einer Meisterschaft in der Germeringer Stadthalle, 1995

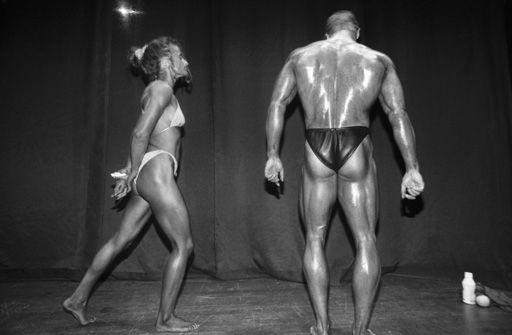
Backstage
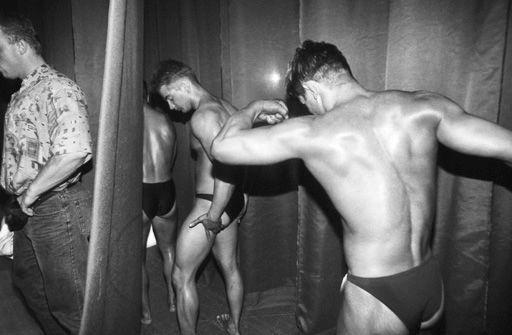
Kurz vor dem Auftritt
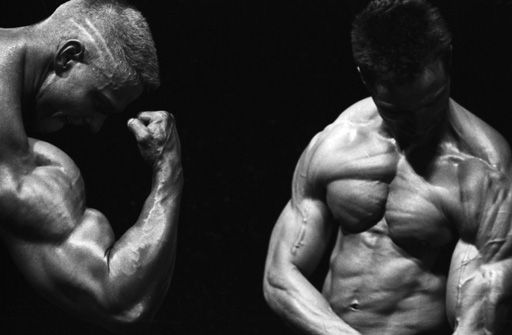
Posing
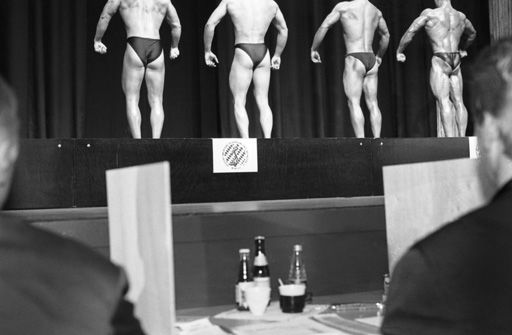
Jury

### Körperkunst
Zahlreiche Autorinnen und Autoren, aber auch Bodybuilder selbst betonen, dass Bodybuilding Kunstschaffen am eigenen Körper sei. So sagt etwa der frühere IFBB-Profi Ed Corney: „I look at myself as a piece of art. I have taken 20 years to develop my physical body into the shape it’s in right now, and if that isn’t art, I don’t know what art is.“ David L. Chapman, Biograph des ersten Bodybuilders Eugen Sandow (1867–1925), schreibt über Sandows Posingkür um 1900: „The athlete had long since made his poses plastiques the center of his act, rather than his weightlifting or feats of strength“. Diesem Paradigmenwechsel ist die 1946 gegründete IFBB bis heute verpflichtet. Im Regelwerk des Verbands sind ausschließlich formalästhetische Bewertungskriterien ausschlaggebend. Vor diesem Hintergrund charakterisiert Charles Gaines, Autor des Buchs und Films Pumping Iron, Bodybuilding 1974 als „aesthetic rather than athletic“ und definiert es als „athletic training of the body for artistic competition“. Der Kunstwissenschaftler Jörg Scheller rückt das heutige Bodybuilding in die Nähe der formalistischen Kunst- und Kunsttheorie unter popkulturellen Vorzeichen, da es sich nicht länger an mythologischen Vorbildern orientiere, anstelle des kulturkonservativen Ideals der Schönheit auf eine extreme, irritierende, selbstbezügliche Ästhetik setze und das Medium – den Körper – zur Botschaft erkläre. Scheller grenzt deshalb Bodybuilding streng vom Sport ab. Der Bodybuilder sei „eine Person, die sportliche Methoden für autoplastische Zwecke nutzt. Die anvisierte Ästhetik ist dabei puristischer, extremer und erhabener Natur“. Allgemein lasse sich Bodybuilding im Vergleich zum Sport wie folgt definieren:
- Sport = Vergleich der Qualität der Funktionen des Körpers in einer Wettkampfsituation
- Bodybuilding = Vergleich der Qualität der Formen des Körpers in einer Wettkampfsituation[41]

Die Sammlung „Schäfer“ des Niedersächsischen Institut für Sportgeschichte in Hannover ist die umfangreichste Sammlung zur Geschichte des Bodybuildings, Catchens, Wrestlings, Kraftsports in Europa und steht Nutzern offen.

### Posing und Pimping

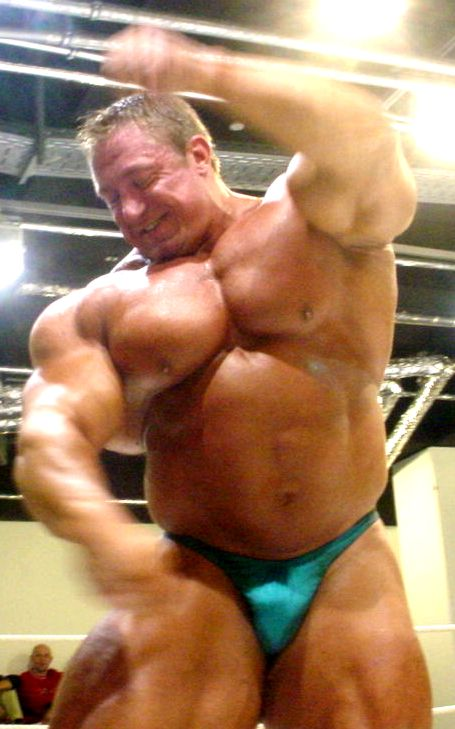
Markus Rühl in der Off-Season beim Aufwärmen für ein Presseposing

Posing ist das bewusste Inszenesetzen der Muskulatur vor Preisrichtern bei einem Wettkampf. Dieses Posen wird von professionellen Bodybuildern geübt, wie der Tanz eines Tänzers vor dem Auftritt. Begleitet wird dieses Posing durch Musik. Posing und Musik sollen eine harmonische Einheit bilden und wird unter anderem neben den Proportionen stark bei einem Wettkampf gewertet. Bodybuilder trainieren immer wieder vor dem Spiegel um ihr Posing zu perfektionieren.
Der in jüngster Zeit auch im deutschen Sprachraum sich etablierende Begriff „Pimping“ bedeutet das Stylen, Aufmotzen und Aufrüsten, um eine beeindruckende Wirkung beim Posing zu erzielen. Im Bezug auf die äußere Gestalt des menschlichen Körpers im Kontext der Bodybuildingszene ist Pimping („Pimp My Body“) nahezu identisch mit sog. „Bodystyling“ mit dem Ziel einer auffälligen, attraktiven und beeindruckenden Gestalt. Neben einem muskelstrotzenden Körper und braungebrannter Haut wird viel Wert auf prestigeträchtige Kleidung und Accessoires gelegt.
Als Substantiv bezeichnet „Pimp“ (nicht zu verwechseln mit dem englischen Begriff für Zuhälter) einen Menschen, der auf Posing und Pimping Wert legt und es aktiv betreibt. In dieser Mentalität gibt es Berührungspunkte und Schnittmengen mit anderen Szenen, z. B. der Auto-Tuning-Szene („Pimp My Car“, „Pimp My Ride“).
Es gibt auch Bodybuilder, die sich von dieser Kultur des Posings und Pimpings jenseits des Bodybuildingwettkampfes deutlich distanzieren und Bodybuilding und -styling eher mit dem Ziel betreiben, sich im eigenen Körper wohler zu fühlen und ihn den eigenen ästhetischen Vorstellungen anzupassen.

### Kleidung
Seit dem Beginn des Fitnesstrends Anfang der 1980er Jahre haben die verschiedenen Fitnesssportarten immer wieder eigene Kleidungsstile und -moden hervorgebracht. Zu erwähnen ist insbesondere die Aerobicmode der 1980er Jahre.
Anfang der 1990er Jahre entstand eine charakteristische Bodybuildingmode, die sich als bequeme, weite Sportbekleidung zunächst in Fitnessstudios verbreitete. Sie bestand in der Regel aus sog. „Bodyhosen“ und „Muskelshirts“ unterschiedlichen Schnitts.
Bodyhosen sind leichte Jerseysporthosen, die mit einem breiten hochsitzenden Gummizugbund etwa auf Taillenhöhe sitzen. Dieser Bund hat optische Ähnlichkeit mit dem Bund von Boxershorts. Von diesem Bund fällt die Hose locker in Falten und hat im Bereich der Oberschenkel bis unter die Knie eine enorme Weite, um sich von da an konisch zu verjüngen und dann bis unterhalb der Knöchel in einem engen Beinabschluss zu enden. Bodyhosen bestehen in der Regel aus Baumwolljersey, seltener aus Nylon. Anfangs waren sie üppig gemustert, später eher einfarbig mit leichter reliefartiger Struktur. Da Bodyhosen nur von einem Gummizugbund gehalten werden, sind sie besonders leicht an- und auszuziehen.
Muskelshirts waren von Anfang an vielfältiger im Schnitt. Einerseits gibt es enganliegende Varianten als Achselshirts (Tank-Tops) mit Trägern, die viel Haut zeigten, daneben gab es extremweite kastenartige Shirts aus schwerem Sweatshirtjersey oder Frottee, die aussahen wie Sweatshirts, denen die Ärmel abgeschnitten wurden, jedoch ohne jegliche Bündchen (so genannte Rag-Tops). Sie wurden in verschiedenen Längen getragen, gerne auch bauchfrei. Mit Ärmeln wurden sie auch gern in pobedeckender Form getragen, als sog. „Sleeveshirts“. Als dritte Form des Muscleshirts etablierten sich die aus der Technoszene entlehnten eng anliegenden Kurzarm-T-Shirts aus dünnem Nylon, die die Muskelstruktur optimal abzeichneten und zum Teil noch einen gewissen Push-Up-Effekt hatten.
Mitte der 1990er Jahre wurde dieser Stil („American Sportswear“) vermehrt von Anhängern der Bodybuildingszene auch außerhalb der Studios als Streetwear getragen. Die Kleidung wandelte sich zur prestigeträchtigen Lifestylebekleidung der Bodybuildingszene. Die mittlerweile etablierten Bodybuildingmarken, wie „Uncle Sam“, „Platinum“ und „Gorilla Wear“ erlangten Kultstatus. Sie hatten nach und nach diese Szenebasics durch prestigeträchtige aber legere Freizeitkleidung ergänzt. Besonders die Marke „Uncle Sam“ feierte mit ihren extrem teuren, wuchtigen Lederblousons große Erfolge. Diese Jacken wurden zum prestigeträchtigen Statussymbol in der Szene und teils auch darüber hinaus. Sie eigneten sich auch hervorragend für das Bedürfnis nach Pimping und Posing. Dazu wurden anstelle der Bodyhosen vermehrt auch andere Hosen mit ähnlichem Schnitt von prestigeträchtigen Marken getragen, wie z. B. „Diesel Jeans“ (Modell „Saddle“), „Phoenix“ oder Bundfaltenhosen von „Il Padrino Moda“. Seit 2000 sind es zunehmend die weiten Cargohosen von „Molecule“ oder „Jet Lag“. Heute sind Kleidungsstücke von Hip-Hop-Marken stark auf dem Vormarsch, wie Jeans oder Lederjacken von z. B. „Pelle Pelle“. Ferner werden Hemden mit Bodybuilderpassform von Herstellern wie „Hot Bodz“ und „Rouven Permesang“ angeboten. Die Bodyhosen sieht man dagegen auf der Straße kaum mehr.
Weit verbreitet sind bei jugendlichen Amateurbodybuildern auch Spruch-T-Shirts mit Sprüchen, wie z. B. „Shut up and squat“, was so viel heißt wie „Halt’s Maul und mach Kniebeugen“, aber auch parodierende Shirts wie z. B. „Trenzformer“, eine Persiflage der Transformers unter Verwendung des Nachnamens des bekannten Bodybuilders Peter Trenz.

## Filme
- Muscle Beach Party, Regie: William Asher, USA 1964
- Stay Hungry, Regie: Bob Rafelson, USA 1976
- Pumping Iron, Regie: George Butler, Robert Fiore, USA 1977
- Pumping Iron II: The Women, Regie: George Butler, USA 1985
- No Pain, No Gain, Regie: Samuel Turcotte, USA 2005
- The Man Whose Arms Exploded, Regie: Bruce Hepton, USA, 2006 (TV)
- Bigger Stronger Faster, Regie: Chris Bell, USA 2008
- Generation Iron, Regie: Vlad Yudin, USA 2013
- Pain & Gain, Regie: Michael Bay, USA 2013
- Generation Iron 2, Regie: Vlad Yudin, USA 2017

### Allgemeine Nachschlagewerke
- Joe Weider: Joe Weider’s Bodybuilding Trainingsmethoden und Ernährungsprinzipien (OT: Joe Weider’s Ultimate Bodybuilding). 2. Auflage, Heyne, München 1991, ISBN 3-453-04383-9
- Arnold Schwarzenegger, Bill Dobbins: Das große Bodybuilding-Buch (OT: Encyclopedia of Modern Bodybuilding). (4. Auflage) Heyne, München 1989, ISBN 3-453-37102-X
- Peter Sisco (Hrsg.): Ironman’s Ultimate Bodybuilding Encyclopedia. McGraw-Hill Companies 1999, ISBN 0-8092-2811-4
- Gerard Thorne, Phil Embleton, John Butler: Encyclopedia of Bodybuilding. The Ultimate A–Z Book on Muscle Building! Musclemag International 2006, ISBN 1-55210-001-4
- Göddeke, Bernd: Bodybuilding, Kraft- und Fitnesstraining: Ernährung – Muskelaufbau – Übungen, ISBN 3-9806839-0-7
- Karsten Pfützenreuter: PITT-Force Professional Intensity Training Techniques: Professionelles Intensitätstraining von Karsten Pfützenreuter [Taschenbuch], ISBN 978-3-8391-1103-1

### Training
- Berend Breitenstein, Horst Lichte: Die Bodybuilding-Bibel. Natürlich, erfolgreich, gesund; mit 200 Übungen und Trainingsprogrammen. Rowohlt, Reinbek bei Hamburg 2006, ISBN 3-499-61078-7
- Andreas Müller: Natural Bodybuilding. Training, Ernährung, Wettkampf. Novagenics, Arnsberg 2004, ISBN 3-929002-39-6
- Arnold Schwarzenegger: Bodybuilding für Männer. Das perfekte Programm für Körper- und Muskeltraining (OT: Arnold's Bodybuilding for Men). (28. Auflage/Neuauflage.) Heyne, München 2004, ISBN 3-453-87991-0
- Steve Holman: Ironman’s Heimtraining. Professionelles Training zuhaus. Novagenics, Arnsberg 1998, ISBN 3-929002-02-7
- Dieter Zittlau: Body Training. Das erfolgreiche Workout für Muskelaufbau und Ausdauer, München 2001, ISBN 3-517-06396-7 (Übersetzungen ins Französische und ins Niederländische)
- Dr. Viecelli und Dr. Aguayo: May the Force and Mass Be With You—Evidence-Based Contribution of Mechano-Biological Descriptors of Resistance Exercise, Zürich, 2022, Frontiers in Physiology[43]

### Ernährung
- Klaus Arndt (Hrsg.): Handbuch Nahrungsergänzungen. Beurteilung und Anwendung leistungssteigernder Substanzen für Bodybuilding & Kraftsport. Novagenics, Arnsberg 2001, ISBN 3-929002-29-9
- Sabine Froschauer: Stahlhart. Sabine Froschauers Rezepte für Fettabbau. (3. Auflage.) Novagenics, Arnsberg 1997, ISBN 3-929002-14-0
- Andreas Scholz, Michael Hamm: Musclefood. Optimale Performance und effektiver Muskelaufbau durch den richtigen Einsatz von Sportlernahrung. Knaur, München 2003, ISBN 3-426-66831-9
- Klaus Arndt, Stephan Korte: Die anabole Diät. Ketogene Ernährung für Bodybuilder. Der neue Weg zu rasantem Muskelaufbau und beschleunigter Fettverbrennung. Novagenics, Arnsberg 1997, ISBN 3-929002-19-1

### Kulturgeschichte, Bildbände
- David Chapman: Sandow the Magnificent: Eugen Sandow and the Beginnings of Bodybuilding (Champaign, IL: University of Illinois Press, 1994), Reprint 2006, ISBN 0-252-07306-1.
- Charles Gaines, George Butler: Bodybuilding der Meisterklasse. Technik und Training der berühmten Champions. „Pumping Iron“. Heyne, München 1984, ISBN 3-453-41580-9.
- George L. Hersey: Von Herkules zu Schwarzenegger. In: Verführung nach Maß. Ideal und Tyrannei des perfekten Körpers (OT: The Evolution of Allure). Siedler, Berlin 1998, ISBN 3-88680-622-7.
- Angelika Muthesius (Hrsg.), F. Valentine Hooven: Beefcake. The Muscle Magazines of America 1950–1970. Taschen, Köln 1995, ISBN 3-8228-8939-3.
- Andreas Müller: Körperkulturistik. Bodybuilding in der DDR. Novagenics, Arnsberg 2007, ISBN 978-3-929002-43-0.
- Jannis Plastargias: Bodybuilding zur Stärkung des jugendlichen Selbstwertgefühls. Kubayamashi-Do Studien- und Fachbuchverlag, Frankfurt am Main 2009, ISBN 978-3-9808375-9-0 (zugleich Diplomarbeit, Pädagogische Hochschule Karlsruhe 2004).
- Jörg Scheller: No Sports! Zur Ästhetik des Bodybuildings. Franz Steiner Verlag, Stuttgart 2010, ISBN 978-3-515-09713-0.
- Jörg Scheller: Arnold Schwarzenegger oder Die Kunst, ein Leben zu stemmen. Franz Steiner Verlag, Stuttgart 2012, ISBN 978-3-515-10106-6
- Bernd Wedemeyer: Starke Männer, starke Frauen. Eine Kulturgeschichte des Bodybuildings. C. H. Beck, München 1996, ISBN 3-406-39246-6.
- Gerd Würzberg: Muskelmänner. In den Maschinenhallen der neuen Körperkultur. Rowohlt, Reinbek bei Hamburg 1987, ISBN 3-499-18208-4.

### Jugendbuch
- Florian Buschendorff: Ich will mehr Muskeln – egal wie! Verlag an der Ruhr, Mülheim an der Ruhr 2008, ISBN 978-3-8346-0405-7 (Jugendroman).

### Fachzeitschriften
Deutschsprachiger Raum:
- Sportrevue
- Muscle & Fitness
- Flex

International (englisch):
- Ironman
- MuscleMag International
- Muscle & Fitness
- Muscular Development
- Flex